# Antonio Smareglia
Antonio Smareglia (5. svibnja 1854. – 15. travnja 1929.), talijansko/hrvatski operni skladatelj.

## Život
Antonio Smareglia rođen je u gradu Puli (na istarskom poluotoku, tada smještenom u Austro-Ugarskoj, danas u Hrvatskoj), u kući u Via Nettuno (Neptunova ulica, današnji Augustov prolaz 3.) koja još uvijek postoji i u kojoj se sada nalazi maleni muzej njegova života i djela. Bio je šesto, ali prvo preživjelo dijete talijanskog oca Francesca Smareglie iz Vodnjana i hrvatske majke Giulije Stiglich iz Ičići. 
Kao skladatelj, pripadao je razdoblju talijanske verističke opere. Iako je tijekom života bio relativno popularan, te su mu opere praizvedene u Scali, Teatru La Fenice i Bečkoj dvorskoj operi, nakon smrti djela su mu većinom zaboravljena. Posljednje izvedbe njegove najpoznatije opere Nozze Istriane (Istarske svadbe) bile su u Puli i Osijeku 1994., u izvedbi ansambla Osječke opere, a opera Oceana je posljednji put izvođena u Puli i Zagrebu 2003., u izvedbi ansambla Zagrebačke opere. Radnja Nozze Istriane se odvija u selu Smareglijina oca.
U dobi od 46 godina oslijepio je. Razni ljudi su zapisivali što je govorio uključujući njegove sinove Ariberta i Marija, te studente i prijatelje uključujući Prima dalla Zoncu, Gastonea Zuccolija, i Vita Levija.
Smareglia se oženio za Mariju Jetti Polla s kojom je imao petero djece. Umro je u Gradu 1929. godine.
Njegov nećak Guido Smareglia bio je skladatelj, violončelist i zborovođa, aktivan u Puli i Rijeci.

## Djela
- Caccia lontana (jednočinska dramska skica, studentski rad, 1879.)
- Preziosa (opera, 1879.)
- Bianca de Cervia (opera, 1882.)
- Re Nala (opera, 1887.)
- Il vasallo di Szigeth (opera, 1889.)
- Cornill Schutt (promijenjeno u Pittori Fiamminghi, opera, 1893.)
- Nozze Istriane (opera, 1895.)
- La Falena (opera, libreto Silvija Benca, premijerno izvedena 4. rujna 1897. u Teatro Rossini, Venecija, dirigirao Gialdino Gialdini)
- Oceana (opera, 1903.)
- Abisso (1914.)
- Pjesme za glas i klavir:
- Nell´onde chiare, Ruba ai fior, Una mesta sospirando, Deh! Spengi o Dio (1875.)
- Barcarola (jedino skladateljevo djelo za klavir, 1884.)
- Ruhelos! (Senza pace) (na stihove Felixa Falzaria, 1896.)
- Cantico a Maria (na stihove mons. G.B. Cleve. U originalu skladano za dječački zbor crkve "Madonna delle Grazie" u Šijani u Puli uz pratnju orgulja (harmonija), 1919.)
- Salve Regina (skladana 1919., postumno objavljena 1930.)
- Pater noster (1928.)
- Ave Maria (skladana 1929., godine kada je autor umro)
- Due canzoni gradesi: Per le strae solesae, Co sare morto (na stihove pjesnika Biagia Marina iz mjesta Grada, 1928.)